# NGC 6607
NGC 6607 ist eine Spiralgalaxie vom Hubble-Typ Sb im Sternbild Draco am Nordsternhimmel, die schätzungsweise 312 Millionen Lichtjahre von der Milchstraße entfernt ist.
Im selben Himmelsareal befinden sich u. a. die Galaxien NGC 6597, NGC 6601, NGC 6608, NGC 6609.
Das Objekt wurde am 4. August 1883 vom US-amerikanischen Astronomen Lewis Swift entdeckt.